# Dragmaxia undata
Dragmaxia undata är en svampdjursart som beskrevs av Alvarez, van Soest och Rützler 1998. Dragmaxia undata ingår i släktet Dragmaxia och familjen Axinellidae. Inga underarter finns listade i Catalogue of Life.